# St. Urban und St. Wendelin (Ammeldingen an der Our)

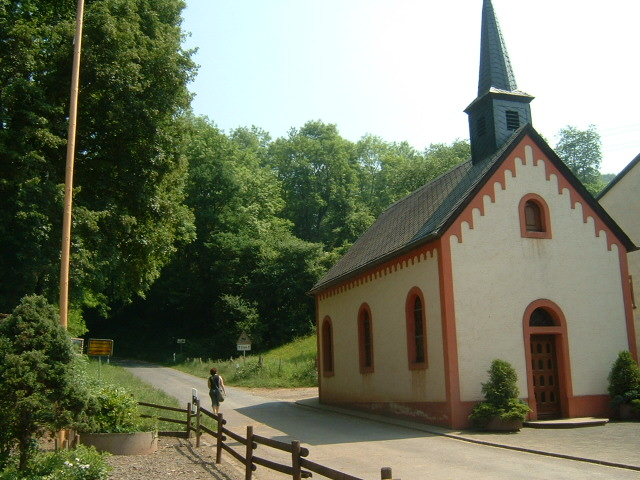
Kirche St. Urban und St. Wendelin in Ammeldingen an der Our

Die katholische Filialkirche St. Urban und St. Wendelin in Ammeldingen an der Our, einer Ortsgemeinde im Eifelkreis Bitburg-Prüm in Rheinland-Pfalz, wurde 1816 errichtet. Die Kirche an der Dorfstraße 1, die den Heiligen Urban und Wendelin geweiht wurde, ist ein geschütztes Kulturdenkmal. 
Der kleine, dreiseitig geschlossene Saalbau ersetzte eine außerhalb des Ortes auf einer Anhöhe gelegene Kirche. Die ursprünglich schlichte Erscheinung mit großen Rundbogenfenstern und schlankem Spitzhelmdachreiter entspricht dem barocken Kirchentyp der Region. 
Nach Beschädigungen im Zweiten Weltkrieg wurde die Kirche provisorisch wiederhergestellt. Um 1980 wurde sie innen neu gestaltet und außen durch aufgeputzte Gliederungselemente historisierend verändert.